# Loretta Young
Loretta Young, rojena Gretchen Young, ameriška filmska igralka, * 6. januar 1913, Salt Lake City, † 12. avgust 2000, Los Angeles.
Igrati je začela je začela že kot otrok, njena kariera pa je trajala od leta 1917 do leta 1953. Za vlogo v filmu The Farmer's Daughter (1947) je prejela oskarja, za vlogo v filmu Come to the Stable (1949) pa je bila zanj nominirana. Kasneje v karieri se je preselila k relativno novemu mediju, televiziji, kje je med leti 1953 in 1961 vodila The Loretta Young Show. Serija je bila trikrat nagrajena z emmyjem. V osemdesetih letih 20. stoletja se je Youngova vrnila na male zaslone in za vlogo v seriji Christmas Eve, leta 1986, prejela zlati globus.
Umrla je 12. avgusta 2000 za rakom na jajčnikih, na domu polsestre Georgiane Montalbán (žene igralca Ricarda Montalbana) v Santa Monici, Kalifornija.

## Filmografija
| Leto | Naslov                                               | Vloga                        | Opombe                                                                                                  |
| ---- | ---------------------------------------------------- | ---------------------------- | --- |
| 1916 | Sweet Kitty Bellairs                                 | neznana                      | Izgubljen; brez omembe                                                                                  |
| 1917 | The Primrose Ring                                    | Vila                         | Izgubljen; brez omembe                                                                                  |
| 1917 | Sirens of the Sea                                    | otrok                        | Omemba z imenom Gretchen Young                                                                          |
| 1919 | The Only Way                                         | otrok na operacijski mizi    | |
| 1921 | White and Unmarried                                  | otrok                        | brez omembe                                                                                             |
| 1921 | The Sheik                                            | arabski otrok                | Ohranjen; brez omembe                                                                                   |
| 1927 | Naughty But Nice                                     |                              | Ohranjen; brez omembe                                                                                   |
| 1927 | Her Wild Oat                                         |                              | Ohranjen; brez omembe                                                                                   |
| 1927 | Orchids and Ermine                                   |                              | Ohranjen; brez omembe                                                                                   |
| 1928 | The Whip Woman                                       | The Girl                     | Izgubljen                                                                                               |
| 1928 | Laugh, Clown, Laugh                                  | Simonetta                    | Ohranjen; v produkciji MGM                                                                              |
| 1928 | The Magnificent Flirt                                | Denise Laverne               | Izgubljen; v produkciji Paramount Pictures                                                              |
| 1928 | The Head Man                                         | Carol Watts                  | Izgubljen                                                                                               |
| 1928 | Scarlet Seas                                         | Margaret Barbour             | Ohranjen (ohranjeni posnetki glasbe in zvočnih efektov). Deli filma najdeni v Cineteca Italiana, Milano |
| 1929 | Seven Footprints to Satan                            | ena od Satanovih žrtev       | Ohranjen; brez omembe                                                                                   |
| 1929 | The Squall                                           | Irma                         | Ohranjen, v Kongresni knjižnici                                                                         |
| 1929 | The Girl in the Glass Cage                           | Gladys Cosgrove              | Izgubljen                                                                                               |
| 1929 | Fast Life                                            | Patricia Mason Stratton      | Izgubljen (glasba v arhivu UCLA Film and Television)                                                    |
| 1929 | The Careless Age                                     | Muriel                       | Izgubljen                                                                                               |
| 1929 | The Forward Pass                                     | Patricia Carlyle             | Izgubljen                                                                                               |
| 1929 | The Show of Shows                                    | "Meet My Sister" number      | Ohranjen, v Kongresni knjižnici                                                                         |
| 1930 | Loose Ankles                                         | Ann Harper Berry             | Ohranjen, v Kongresni knjižnici                                                                         |
| 1930 | The Man from Blankley's                              | Margery Seaton               | Izgubljen (glasba v arhivu UCLA Film and Television)                                                    |
| 1930 | Show Girl in Hollywood                               |                              | Ohranjen, v Kongresni knjižnici; brez omembe                                                            |
| 1930 | The Second Floor Mystery                             | Marion Ferguson              | Ohranjen, v Kongresni knjižnici                                                                         |
| 1930 | Road to Paradise                                     | Mary Brennan/Margaret Waring | Ohranjen, v Kongresni knjižnici                                                                         |
| 1930 | Warner Bros. Jubilee Dinner                          | ona                          | |
| 1930 | Kismet                                               | Marsinah                     | Izgubljen (glasba v arhivu UCLA Film and Television)                                                    |
| 1930 | War Nurse                                            | bolničarka                   | Ohranjen; v produkciji MGM; brez omembe (njene scene so bile izrezane)                                  |
| 1930 | The Truth About Youth                                | Phyllis Ericson              | Ohranjen, in Library of Congress                                                                        |
| 1930 | The Devil to Pay!                                    | Dorothy Hope                 | Ohranjen; producent Samuel Goldwyn; založnik United Artists                                             |
| 1931 | How I Play Golf, by Bobby Jones No. 8: "The Brassie" | ona                          | |
| 1931 | Beau Ideal                                           | Isobel Brandon               | Ohranjen; v produkciji RKO                                                                              |
| 1931 | The Right of Way                                     | Rosalie Evantural            | Ohranjen, v Kongresni knjižnici                                                                         |
| 1931 | The Stolen Jools                                     | ona                          | |
| 1931 | Three Girls Lost                                     | Norene McMann                | Ohranjen                                                                                                |
| 1931 | Too Young to Marry                                   | Elaine Bumpstead             | Ohranjen, v Kongresni knjižnici                                                                         |
| 1931 | Big Business Girl                                    | Claie "Mac" McIntyre         | Ohranjen, v Kongresni knjižnici                                                                         |
| 1931 | I Like Your Nerve                                    | Diane Forsythe               | Ohranjen, v Kongresni knjižnici                                                                         |
| 1931 | The Ruling Voice                                     | Gloria Bannister             | Ohranjen, v Kongresni knjižnici                                                                         |
| 1931 | Platinum Blonde                                      | Gallagher                    | |
| 1932 | Taxi!                                                | Sue Riley Nolan              | Ohranjen, v Kongresni knjižnici                                                                         |
| 1932 | The Hatchet Man                                      | Sun Toya San                 | Ohranjen, v Kongresni knjižnici; originalni naslov The Honorable Mr. Wong                               |
| 1932 | Play Girl                                            | Buster "Bus" Green Dennis    | Ohranjen, v Kongresni knjižnici                                                                         |
| 1932 | Week-End Marriage                                    | Lola Davis Hayes             | Ohranjen, v Kongresni knjižnici                                                                         |
| 1932 | Life Begins                                          | Grace Sutton                 | Ohranjen, v Kongresni knjižnici                                                                         |
| 1932 | They Call It Sin                                     | Marion Cullen                | Ohranjen, v Kongresni knjižnici                                                                         |
| 1933 | Employees' Entrance                                  | Madeleine Walters West       | Ohranjen, v Kongresni knjižnici                                                                         |
| 1933 | Grand Slam                                           | Marcia Stanislavsky          | Ohranjen, v Kongresni knjižnici                                                                         |
| 1933 | Zoo in Budapest                                      | Eve                          | Ohranjen                                                                                                |
| 1933 | The Life of Jimmy Dolan                              | Peggy                        | Ohranjen, v Kongresni knjižnici                                                                         |
| 1933 | Heroes for Sale                                      | Ruth Loring Holmes           | Ohranjen, v Kongresni knjižnici                                                                         |
| 1933 | Midnight Mary                                        | Mary Martin                  | |
| 1933 | She Had to Say Yes                                   | Florence "Flo" Denny         | Ohranjen, v Kongresni knjižnici                                                                         |
| 1933 | The Devil's in Love                                  | Margot Lesesne               | Ohranjen                                                                                                |
| 1933 | Man's Castle                                         | Trina                        | Ohranjen                                                                                                |
| 1934 | The House of Rothschild                              | Julie Rothschild             | |
| 1934 | Born to Be Bad                                       | Letty Strong                 | |
| 1934 | Bulldog Drummond Strikes Back                        | Lola Field                   | |
| 1934 | Caravan                                              | Countess Wilma               | |
| 1934 | The White Parade                                     | June Arden                   | |
| 1935 | Clive of India                                       | Margaret Maskelyne Clive     | |
| 1935 | Shanghai                                             | Barbara Howard               | |
| 1935 | The Call of the Wild                                 | Claire Blake                 | |
| 1935 | The Crusades                                         | Berengaria, Princesa Navare  | |
| 1935 | Hollywood Extra Girl                                 | ona                          | |
| 1936 | The Unguarded Hour                                   | Lady Helen Dudley Dearden    | |
| 1936 | Private Number                                       | Ellen Neal                   | |
| 1936 | Ramona                                               | Ramona                       | |
| 1936 | Ladies in Love                                       | Susie Schmidt                | |
| 1937 | Love Is News                                         | Toni Gateson                 | |
| 1937 | Café Metropole                                       | Laura Ridgeway               | |
| 1937 | Love Under Fire                                      | Myra Cooper                  | |
| 1937 | Wife, Doctor and Nurse                               | Ina Heath Lewis              | |
| 1937 | Second Honeymoon                                     | Vicky                        | |
| 1938 | Four Men and a Prayer                                | Miss Lynn Cherrington        | |
| 1938 | Three Blind Mice                                     | Pamela Charters              | |
| 1938 | Suez                                                 | grofica Eugenie de Montijo   | |
| 1938 | Kentucky                                             | Sally Goodwin                | |
| 1939 | Wife, Husband and Friend                             | Doris Borland                | |
| 1939 | The Story of Alexander Graham Bell                   | Mrs. Mabel Hubbard Bell      | |
| 1939 | Eternally Yours                                      | Anita                        | |
| 1940 | The Doctor Takes a Wife                              | June Cameron                 | |
| 1940 | He Stayed for Breakfast                              | Marianna Duval               | |
| 1941 | The Lady from Cheyenne                               | Annie Morgan                 | |
| 1941 | The Men in Her Life                                  | Lina Varsavina               | |
| 1941 | Bedtime Story                                        | Jane Drake                   | |
| 1942 | A Night to Remember                                  | Nancy Troy                   | |
| 1943 | China                                                | Carolyn Grant                | |
| 1943 | Show Business at War                                 | ona                          | |
| 1944 | Ladies Courageous                                    | Roberta Harper               | Film o WASP, pionirkah ženskega letalstva                                                               |
| 1944 | And Now Tomorrow                                     | Emily Blair                  | |
| 1945 | Along Came Jones                                     | Cherry de Longpre            | |
| 1946 | The Stranger                                         | Mary Longstreet              | |
| 1947 | The Perfect Marriage                                 | Maggie Williams              | |
| 1947 | The Farmer's Daughter                                | Katrin "Katy" Holstrum       | Oskar za glavno žensko vlogo                                                                            |
| 1947 | The Bishop's Wife                                    | Julia Brougham               | |
| 1948 | Rachel and the Stranger                              | Rachel Harvey                | |
| 1949 | The Accused                                          | Dr. Wilma Tuttle             | |
| 1949 | Mother Is a Freshman                                 | Abigail Fortitude Abbott     | |
| 1949 | Come to the Stable                                   | Sestra Margaret              | Nominacija za oskarja za najboljšo žensko vlogo                                                         |
| 1950 | Key to the City                                      | Clarissa Standish            | |
| 1951 | You Can Change the World                             | ona                          | kratki film                                                                                             |
| 1951 | Cause for Alarm!                                     | Ellen Jones                  | |
| 1951 | Half Angel                                           | Nora Gilpin                  | |
| 1951 | Screen Snapshots: Hollywood Awards                   | ona                          | kratki film                                                                                             |
| 1952 | Paula                                                | Paula Rogers                 | |
| 1952 | Because of You                                       | Christine Carroll Kimberly   | |
| 1953 | It Happens Every Thursday                            | Jane MacAvoy                 | |
| 1986 | Christmas Eve                                        | Amanda Kingsley              | TV film                                                                                                 |
| 1989 | Lady in a Corner                                     | Grace Guthrie                | TV film                                                                                                 |
| 1994 | Life Along the Mississippi                           | pripovedovalka (glas)        | TV dokumentarec                                                                                         |

## Radijski nastopi
| Leto | Oddaja                 | Epizoda/vir                     |
| ---- | ---------------------- | ------------------------------- |
| 1936 | Lux Radio Theatre      | ""Polly Of The Circus"          |
| 1940 | The Campbell Playhouse | "Theodora Goes Wild"            |
| 1943 | Lux Radio Theatre      | "The Philadelphia Story"        |
| 1945 | Cavalcade of America   | "Children, This Is Your Father" |
| 1947 | Family Theater         | "Flight from Home"              |
| 1950 | Suspense               | "Lady Killer"                   |
| 1952 | Lux Radio Theatre      | "Come to the Stable"            |
| 1952 | Family Theater         | "Heritage of Home"              |